# Kirkandrews Nether
Kirkandrews Nether var en civil parish 1866–1934 när det uppgick i Kirkandrews, i grevskapet Cumbria i England. Civil parish var belägen 13 km från Carlisle och hade 487 invånare år 1931.